# Speyeria chinoi
Speyeria chinoi är en fjärilsart som beskrevs av Gunder 1924. Speyeria chinoi ingår i släktet Speyeria och familjen praktfjärilar. Inga underarter finns listade i Catalogue of Life.